# Hilmar Kabas
Hilmar Kabas (ur. 6 stycznia 1942 w Wiedniu) – austriacki polityk, samorządowiec i urzędnik, poseł do Rady Narodowej, w 2005 i 2019 pełniący obowiązki przewodniczącego Wolnościowej Partii Austrii (FPÖ), od 2006 do 2007 jeden z trzech rzeczników praw obywatelskich.

## Życiorys
W 1960 zdał maturę, ukończył studia prawnicze na Uniwersytecie Wiedeńskim. W latach 1967–1968 odbył służbę wojskową, po czym pracował jako urzędnik administracji finansowej. Od 1985 do 1990 pracował także w ministerstwie finansów. Zasiadał także m.in. w ramach nadzorczych Creditanstalt-Bankverein (1980–1983) i Österreichischer Rundfunk (1993–1996).
Zaangażował się w działalność Ring Freiheitlicher Jugend Österreich, młodzieżówki Wolnościowej Partii Austrii (FPÖ), od 1961 do 1968 przewodnicząc jej strukturom w Wiedniu. W 1975 został szefem partii w stołecznej dzielnicy Innere Stadt. W 1977 został członkiem egzekutywy i oficerem ds. finansów w wiedeńskim oddziale FPÖ, w 1979 awansując na wiceprzewodniczącego. Był również wiceszefem (1981–1998) i szefem (1998–2004) struktur ugrupowania w landzie.
W 1983 został wybrany do Rady Narodowej XVI kadencji, był w niej m.in. szefem komisji sprawiedliwości. Od 1990 do 1996 zasiadał w wiedeńskiej radzie miejskiej, a od 1996 w tamtejszym landtagu, gdzie pełnił funkcję drugiego przewodniczącego (1996–1998).
W 2000 był kandydatem swojej partii na ministra obrony w pierwszym rządzie Wolfganga Schüssela, jednak jego kandydaturę wycofano z powodu kontrowersyjnej wypowiedzi o prezydencie Thomasie Klestilu, którego miał nazwać „lumpem”. Od 5 do 23 kwietnia 2005 tymczasowo sprawował funkcję szefa partii po odejściu Jörga Haidera, później został jej honorowym przewodniczącym. Od 29 listopada 2006 do 30 czerwca 2007 pozostawał jednym z trzech rzeczników praw obywatelskich. Pracował m.in. jako felietonista tygodnika „Zur Zeit”. Ponownie został p.o. przewodniczącego FPÖ 18 maja 2019 po rezygnacji Heinza-Christiana Strache. 19 maja do objęcia funkcji przewodniczącego został desygnowany Norbert Hofer, co nastąpiło 3 dni później.